# Bát kỳ
Bát kỳ hay Bát kỳ Mãn Châu (tiếng Mãn: ᠵᠠᡴᡡᠨ
ᡤᡡᠰᠠ, Möllendorff: jakūn gūsa, Abkai: jakvn gvsa, tiếng Trung: 八旗; bính âm: Bāqí) là một chế độ tổ chức quân sự đặc trưng của người Mãn Châu và nhà Thanh (sau này), đặc trưng của Bát kỳ là mỗi đơn vị được phân biệt bằng một lá cờ khác nhau, tổng cộng có tám lá cờ cơ bản theo đó mọi người dân Mãn Châu đều thuộc một trong tám "Kỳ", đứng đầu là một kỳ chủ và tư lệnh tối cao là Đại Hãn, đó vừa là các đơn vị dân sự vừa mang tính chất quân sự. Bát kỳ ban đầu là danh xưng dùng để chỉ về Bát kỳ Mãn Châu hay Mãn Kỳ sau đó được phát triển thêm Mông Cổ Bát kỳ và Hán quân Bát kỳ vì vậy gọi chung là Bát kỳ.
Đây là một tổ chức quân sự đặc sắc của người Mãn Châu và cũng là đội quân hùng mạnh trong lịch sử Trung Hoa, đã đóng góp công lao to lớn trong cuộc chinh chiến giữa nhà Thanh và nhà Minh. Chế độ Bát kỳ do Nỗ Nhĩ Cáp Xích sáng lập và được hoàn thiện dưới thời kỳ trị vì của Hoàng Thái Cực. Tuy nhiên, sau một thời gian hòa bình kéo dài và quá trình Hán hóa, đến thời Ung Chính (1722 – 1735) và Càn Long (1735 – 1795) thì năng lực tác chiến của quân Bát kỳ ngày càng suy thoái, đến thời kỳ Hàm Phong (1850 – 1861) thì Bát kỳ gần như đã trở nên vô dụng và cuối cùng đã tan rã khi nhà Thanh sụp đổ năm 1912.

## Lịch sử

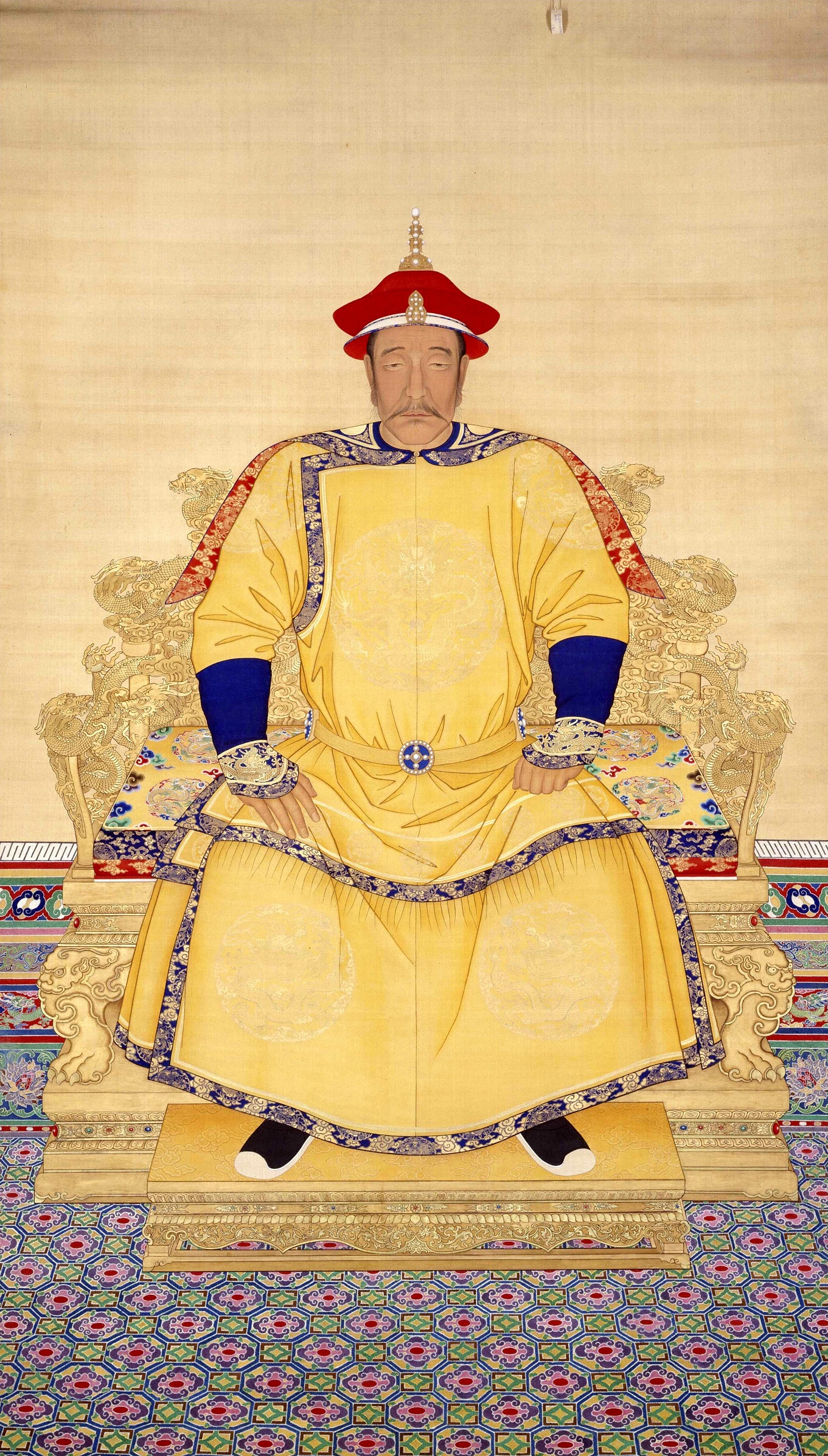
Nỗ Nhĩ Cáp Xích, người đã sáng tạo ra chế độ Bát kỳ

Tiền thân của người Mãn là người Nữ Chân cũng từng có một chế độ tương tự là "Mãnh an mưu khắc" (chữ Hán: 猛安谋克, chữ Nữ Chân:  /miŋgan moumukə/), tuy nhiên nguồn gốc trực tiếp của chế độ Bát kỳ là "Ngưu lục ngạch chân" (tiếng Mãn: ᠨ᠋ᡳᡵᡠ
ᡝᠵᡝᠨ, Möllendorff: niru ejen) vốn mang ý nghĩa "thống lĩnh của 10 người" được thành lập tạm thời khi người Nữ Chân tiến hành đi săn vào thời Minh. Năm 1584, Nỗ Nhĩ Cáp Xích vốn xuất thân từ Tả vệ Kiến Châu khởi binh nổi dậy, ngưu lục ngạch chân (về sau được dịch sang tiếng Hán là tá lĩnh) trở thành một chức quan trong lực lượng Kiến Châu, thống lĩnh khoảng 300 người.

### Kiến lập
Lúc khởi binh vào năm 1584, Nỗ Nhĩ Cáp Xích lấy Hắc kỳ (cờ đen) làm cờ hiệu. Đến khi thống nhất Kiến Châu tam vệ vào năm 1589, ông liền thiếp lập thêm Hồng kỳ (cờ đỏ) rồi đích thân thống lĩnh, Hắc kỳ ban đầu được giao cho em trai cùng mẹ là Thư Nhĩ Cáp Tề. Trong quá trình chinh phạt các bộ tộc Nữ Chân, Nỗ Nhĩ Cáp Xích không ngừng thôn tính người dân các bộ lạc, số lượng các Tá lĩnh cũng ngày một tăng. Đối với các bộ tộc chủ động đến quy thuận, lúc tiến hành phân chia biên chế lệ thuộc cũng phải suy xét đến tính thống nhất về mặt huyết thống trong tổ chức. Năm 1601, Nỗ Nhĩ Cáp Xích tiến hành một cuộc cải tạo quy mô lớn đối với hệ thống Ngưu lục, đặt ra biên chế cơ bản và các vị trí quan viên cụ thể: mỗi ngưu lục sẽ có một Tá lĩnh, mỗi 5 Tá lĩnh sẽ thuộc 1 Tham lĩnh, mỗi 5 Tham lĩnh là 1 Kỳ, đứng đầu là Đô thống. Trên các Đô thống là các Kỳ chủ, Lĩnh chủ do bản thân Nỗ Nhĩ Cáp Xích và con cháu của ông đảm nhiệm, gọi là "nhập bát phân vương công".
Nỗ Nhĩ Cáp Xích cũng đặt ra 4 Kỳ phân biệt theo màu cờ hiệu là Hoàng (Suwayan), Bạch (Sanggiyan), Hồng (Fulgiyan), Lam (Lamun). Hoàng kỳ đặt dưới quyền khống chế và điều động của ông, Lam kỳ giao cho người em Thư Nhĩ Cáp Tề, Bạch kỳ được giao cho con trai trưởng là Chử Anh và Hồng kỳ do người con trai thứ là Đại Thiện quản lý. Người đứng đầu mỗi Kỳ gọi là "Kỳ chủ". Mỗi Kỳ Chủ phải trực tiếp nghe theo mệnh lệnh của Đại Hãn, quyền lực và địa vị chỉ thấp hơn Đại Hãn mà cao hơn tất cả mọi người. Các bộ lạc thành viên trong tất cả các Kỳ không nắm giữ tất cả một vùng, hay không chiến đấu thành đơn vị hợp nhất. Khi yêu cầu một cuộc hành quân thì được thiết lập dưới các kỳ khác nhau. Những sự phân chia này chủ yếu hạn chế nguy cơ các bộ lạc ly khai hay không tuân lệnh.

### Mở rộng

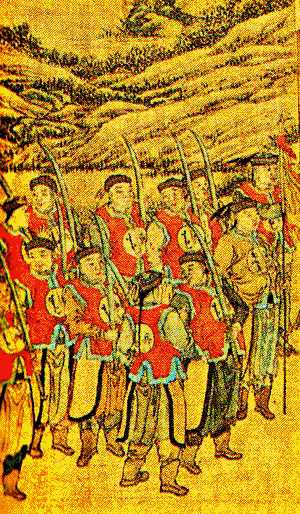
Binh lính của Hồng kỳ

Năm 1614, số lượng Ngưu lục đã tăng lên khoảng 400. Năm 1615, quân Kiến Châu đã thôn tính gần như tất cả bộ lạc Nữ Chân trừ Diệp Hách, hơn nữa lại có nhiều người Hán và Mông Cổ đến quy thuận. Ngưu lục dưới trướng Nỗ Nhĩ Cáp Xích đã mở rộng gấp trăm lần so với quy mô thời kỳ mới khởi binh. Dựa trên cơ sở 4 kỳ có sẵn, Nỗ Nhĩ Cáp Xích quyết định tăng thêm 4 kỳ bằng cách thêm "viền" vào các màu cờ cũ. Các kỳ cũ được thêm danh xưng Chính (Gulu, không có viền), gọi là Chính Hoàng, Chính Bạch, Chính Hồng và Chính Lam, còn các kỳ mới có thêm màu viền trên cờ hiệu là có thêm danh xưng Tương (Kubuhe, có viền), gọi là Tương Hoàng kỳ, Tương Lam kỳ, Tương Bạch kỳ, Tương Hồng kỳ, chính thức hình thành nên Bát kỳ. Cờ xí của Chính tứ kỳ là hình vuông thuần sắc, đầu rồng hướng về sau; cờ xí của Tương tứ kỳ là hình ngũ giác, có thêm viền đỏ hoặc viền trắng, đầu rồng hướng về phía trước.
Bát kỳ tổng hợp các chức năng hành chính, quân sự, xã hội và sản xuất, và có tác động sâu sắc đến sự trỗi dậy của Mãn Châu và nhà Thanh. Bát kỳ là một tổ chức hành chính, tất cả những người thuộc quyền quản lý của Ngưu lục đều là một bộ phận của tầng lớp xã hội Bát kỳ, tầng lớp thống trị dùng kỳ để cai trị họ và ban hành các mệnh lệnh của chính quyền. Các tướng sĩ Bát kỳ đều "ra là binh, vào là dân", trong thời chiến, binh lính sẽ được tuyển chọn từ các ngưu lục của mỗi kỳ. Sau khi chiến tranh kết thúc thì những tướng sĩ này lại quay về ngưu lục, lấy việc canh tác nuôi dưỡng việc chiến đấu. Hệ thống Bát kỳ cũng hợp nhất các bộ lạc trước đây phân tán không liên kết với nhau thành một tổ chức thống nhất và thiết lập một mô hình quản lý có trật tự với hệ thống Kỳ – Tham lĩnh – Tá lĩnh, để những người Bát kỳ có nguồn gốc khác nhau trở thành một chỉnh thể không dễ bị chia cắt.
Lúc mới hình thành Bát kỳ, trong tên gọi Kỳ không hề phân chia dân tộc (Mãn – Mông – Hán). Đến năm 1629, sau khi Hoàng Thái Cực lên ngôi mới thấy có sự xuất hiện của ghi chép về hai kỳ thuộc Mông Cổ. Năm 1635, sau khi Hậu Kim chinh phục Sát Cáp Nhĩ bộ đã tiến hành một cuộc sắp xếp biên chế quy mô lớn đối với đông đảo tráng niên Mông Cổ, bắt đầu hình thành nên Mông Cổ Bát kỳ (tiếng Mãn: ᠮᠣᠩᡤᠣ
ᡤᡡᠰᠠ, Möllendorff: Monggo gūsa, Abkai: Monggo gvsa; tiếng Trung: 八旗蒙古; bính âm: bāqí ménggǔ). Còn về Hán quân Bát kỳ, vốn là sau khi quân Hậu Kim tiến vào cùng Liêu Ninh – Thẩm Dương, bắt và thu hàng được rất đông quân nhân người Hán, dùng hình thức nô bộc phân chia cho các Bối lặc, Đại thần. Sau khi Hoàng Thái Cực lên ngôi, đã biên tổ Hán quân Ngưu lục, dùng khoa cử, đề cử học sinh các loại để đề cao đãi ngộ của những người Hán này, khiến họ thoát khỏi thân phận nô bộc, trở thành người có hộ khẩu Kỳ tịch. Kỳ Hán quân đầu tiên xuất hiện vào năm 1631, sau đó tách làm hai màu Đen – Xanh vào năm 1637, đến năm 1639 thì tách làm bốn kỳ. Đến năm 1642, tổ chức lại các Ngưu lục Hán quân và phân vào Bát kỳ, Hán quân Bát kỳ chính thức trở thành một bộ phận của Bát kỳ. Từ đây, bởi Bát kỳ được tạo bởi ba bộ phận chính là Mãn Châu – Mông Cổ – Hán quân mà một ít sử liệu sẽ gọi chung là "Nhị thập tứ Kỳ" (24 Kỳ). Tuy nhiên, Mãn Châu – Mông Cổ – Hán quân dưới mỗi Kỳ là một chỉnh thể, cùng thuộc sự quản lý hành chính của một Kỳ chủ. Vì vậy dù có tất cả 24 Cố sơn Ngạch chân cũng chỉ có 8 vị Kỳ chủ. Ban đầu, mỗi kỳ có 7.500 quân, tổng cộng 8 kỳ có 6 vạn quân. Việc mở rộng về cơ cấu Bát kỳ khiến cho biên chế quân chủ lực của nhà Thanh tăng lên đáng kể, lên đến 170.000 binh sĩ trong thời gian người Mãn Châu đánh chiếm Trung Quốc.

### Thay đổi theo chính trị

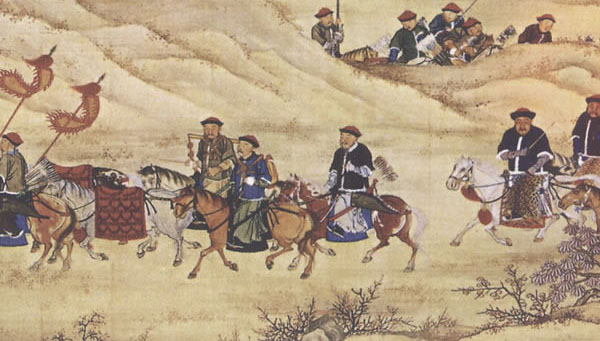
Cuộc đi săn của các Bối lặc

Vì Bát kỳ vốn do con cháu của Nỗ Nhĩ Cáp Xích nắm giữ, vì vậy sắp xếp các Kỳ cũng thường theo thứ tự "trưởng – ấu", tuy nhiên vì luân phiên thay đổi quyền lực thời Thanh sơ nên trên thực tế cũng có vài lần thay đổi chính. Trong những ghi chép còn lại hiện nay, ghi chép về sắp xếp sớm nhất là vào năm Thiên Mệnh thứ 7 (1622): Chính Hoàng kỳ – Tương Hoàng kỳ – Chính Hồng kỳ – Tương Hồng kỳ – Tương Lam kỳ – Chính Lam kỳ – Chính Bạch kỳ – Tương Bạch kỳ. Lúc đó, bản thân Nỗ Nhĩ Cáp Xích quản lý hai Hoàng kỳ, Đại Bối lặc Đại Thiện quản lý hai Hồng kỳ, Nhị Bối lặc A Mẫn quản lý Tương Lam kỳ, Tam Bối lặc Mãng Cổ Nhĩ Thái quản Chính Lam kỳ, Tứ Bối lặc Hoàng Thái Cực quản Chính Bạch kỳ và trưởng tôn của Nỗ Nhĩ Cáp Xích là Đỗ Độ quản Tương Bạch kỳ. Vì vậy, sắp xếp thứ tự Bát kỳ như vậy có liên quan đến thứ tự "trưởng – ấu" của người nắm giữ nó. Về sau, Đại Thiện và hai người con trai do nguyên phối sinh ra là Nhạc Thác và Thạc Thác xuất hiện mâu thuẫn lớn, Nỗ Nhĩ Cáp Xích đã đem Tương Hồng kỳ giao cho hai anh em Nhạc Thác.
Trong những năm cuối tại vị, Nỗ Nhĩ Cáp Xích đã giao Chính Hoàng kỳ cho A Tế Cách và Đa Nhĩ Cổn, lại chia một nửa Tá lĩnh Tương Hoàng kỳ cho đích ấu tử là Đa Đạc, một phần còn lại vẫn do ông thống lĩnh. Lúc này, thứ tự của Chính Hoàng kỳ và Tương Hoàng kỳ hoán đổi cho nhau. Trước khi qua đời, Nỗ Nhĩ Cáp Xích để lại toàn bộ Tương Hoàng kỳ cho Đa Đạc. Từ đó, Đa Đạc và A Tế Cách trở thành Kỳ chủ của hai Hoàng kỳ. Sau khi lên ngôi, Hoàng Thái Cực lấy lý do Hoàng kỳ vốn thuộc Đại Hãn, đã đem đổi hai Hoàng kỳ và hai Bạch kỳ. Lại vì A Tế Cách và Đa Nhĩ Cổn đều là anh của Đa Đạc nên đem hai Bạch kỳ đổi cho nhau, Đa Đạc trở thành Kỳ chủ của Chính Bạch kỳ, A Tế Cách và Đa Nhĩ Cổn chia nhau Tương Bạch kỳ. Việc hoán đổi này đã giúp Hoàng Thái Cực khuếch đại thế lực cho ngôi Hãn của mình.  Tháng 6 năm Thiên Thông thứ 4 (1630), A Mẫn bị hoạch tội cách tước, tất cả tài sản nô bộc của ông và con trai bao gồm Tương Lam kỳ đều giao cho người em trai cùng mẹ là Tế Nhĩ Cáp Lãng. Tế Nhĩ Cáp Lãng trở thành Kỷ chủ Tương Lam kỳ. Việc Hoàng Thái Cực giao Tương Lam kỳ cho Tế Nhĩ Cáp Lãng, người từ nhỏ được nuôi dưỡng trong cung, được cho là hành động nhằm thu hồi dần quyền lực Bát kỳ từ tay các Bối lặc. Không lâu sau, Mãng Cổ Nhĩ Thái cũng bị hoạch tội, Chính Lam kỳ bị Hoàng Thái Cực thu lại. Một thời gian ngắn sau, Hoàng Thái Cực tiến hành cải tổ ba kỳ bản thân đang trực tiếp quản lý, giao Chính Lam kỳ cho con trai trưởng là Hào Cách. Hoàng Thái Cực lần lượt hạ bệ A Mẫn và Mãng Cổ Nhĩ Thái, địa vị của hai Lam kỳ cũng theo đó mà giảm xuống, hình thành nên thứ tự Hoàng kỳ – Hồng kỳ – Bạch kỳ – Lam kỳ.
Năm Sùng Đức thứ 8 (1643), Hoàng Thái Cực qua đời, mâu thuẫn về người kế vị bắt đầu nổi lên trong nội bộ hoàng thất cũng như triều đình. Thạc Thác vì muốn ủng hộ Đa Nhĩ Cổn lên ngôi mà bị kết tội "nhiễu loạn quốc chính", bị xử tử và tịch thu toàn bộ gia sản. Sau khi Thuận Trị Đế lên ngôi, Đa Nhĩ Cổn trở thành Nhiếp chính vương, tiến hành cải tổ biên chế hai Bạch kỳ. Ông hoán đổi hai Bạch kỳ với nhau, lại điều Lĩnh chủ cùng kỳ với mình là A Tế Cách nhập vào kỳ do Đa Đạc quản lý. Từ đó Đa Đạc và A Tế Cách cùng chia nhau Tương Bạch kỳ, bản thân Đa Nhĩ Cổn một mình độc chiếm Chính Bạch kỳ. Địa vị của Chính Bạch kỳ cũng từ thứ 5 lên thứ 3, trên cả hai Hồng kỳ của một nhà Đại Thiện. Từ đó, thứ tự Bát kỳ trở thành: Tương Hoàng kỳ (Thuận Trị) – Chính Hoàng kỳ (Thuận Trị) – Chính Bạch kỳ (Đa Nhĩ Cổn) – Chính Hồng kỳ (Đại Thiện) – Tương Bạch kỳ (Đa Đạc, A Tế Cách) – Tương Hồng kỳ (Nhạc Thác) – Chính Lam kỳ (Hào Cách) – Tương Lam kỳ (Tế Nhĩ Cáp Lãng). Và thứ tự này không hề thay đổi cho đến cuối đời Thanh. Năm 1648, Hào Cách bị bắt giam, Chính Lam kỳ vốn phải thuộc về Thuận Trị Đế thì nay lại bị Đa Nhĩ Cổn độc chiếm. Sau khi Hào Cách qua đời trong ngục, Chính Lam kỳ chỉ còn 1 chi hoàng thất của A Ba Thái nhưng không được phong làm Kỳ chủ; vị trí này cũng để trống suốt 2 năm. Tháng 4 năm 1649, Đa Đạc qua đời, theo lý khi con trai ông là Đa Ni thừa kế tước vị cũng sẽ thừa kế vị trí thống lĩnh Tương Bạch kỳ. Nhưng trên thực tế hai Bạch kỳ lúc này đã do Đa Nhĩ Cổn quản lý. Mặc dù Đa Ni vẫn được thừa hưởng thuộc nhân trong Tương Bạch kỳ mà cha để lại nhưng không được phong làm Kỳ chủ. Đến cuối năm 1650, Đa Ni trở thành Kỳ chủ của Chính Lam kỳ. Đồng thời, Cố Sơn Ngạch chân của Tương Bạch kỳ cũng được điều nhậm đến Chính Lam kỳ. Điều này khiến cho một số học giả nhận định trước khi qua đời, Đa Đạc đã tiến hành trao đổi với Đa Nhĩ Cổn, đổi Tương Bạch kỳ lấy Chính Lam kỳ.
| Năm                                                                             | Tương Hoàng     | Chính Hoàng     | Chính Bạch     | Tương Bạch   | Chính Hồng | Tương Hồng  | Chính Lam        | Tương Lam       |
| ------------------------------------------------------------------------------- | --------------- | --------------- | -------------- | ------------ | ---------- | ----------- | ---------------- | --------------- |
| 1601                                                                            | Nỗ Nhĩ Cáp Xích | Nỗ Nhĩ Cáp Xích | Chử Anh        | Chử Anh      | Đại Thiện  | Đại Thiện   | Thư Nhĩ Cáp Tề   | Thư Nhĩ Cáp Tề  |
| 1615                                                                            | Nỗ Nhĩ Cáp Xích | Nỗ Nhĩ Cáp Xích | Hoàng Thái Cực | Đỗ Độ        | Đại Thiện  | Đại Thiện   | Mãng Cổ Nhĩ Thái | A Mẫn           |
| TM                                                                              | Nỗ Nhĩ Cáp Xích | A Tế Cách       | Hoàng Thái Cực | Đỗ Độ        | Đại Thiện  | Nhạc Thác   | Mãng Cổ Nhĩ Thái | A Mẫn           |
| TM                                                                              | Đa Đạc *        | Đa Nhĩ Cổn *    | Hoàng Thái Cực | Đỗ Độ        | Đại Thiện  | Thạc Thác * | Mãng Cổ Nhĩ Thái | A Mẫn           |
| 1626                                                                            | Hoàng Thái Cực  | Hoàng Thái Cực  | Đa Đạc         | A Tế Cách    | Đại Thiện  | Nhạc Thác   | Mãng Cổ Nhĩ Thái | A Mẫn           |
| 1626                                                                            | Hoàng Thái Cực  | Hoàng Thái Cực  | Đa Đạc         | Đa Nhĩ Cổn * | Đại Thiện  | Thạc Thác * | Mãng Cổ Nhĩ Thái | A Mẫn           |
| 1631                                                                            | Hoàng Thái Cực  | Hoàng Thái Cực  | Đa Đạc         | Đa Nhĩ Cổn   | Đại Thiện  | Nhạc Thác   | Hào Cách         | Tế Nhĩ Cáp Lãng |
| 1631                                                                            | Hoàng Thái Cực  | Hoàng Thái Cực  | Đa Đạc         | Đa Nhĩ Cổn   | Đại Thiện  | Thạc Thác * | Hào Cách         | Tế Nhĩ Cáp Lãng |
| 1643                                                                            | Thuận Trị       | Thuận Trị       | Đa Nhĩ Cổn     | Đa Đạc       | Đại Thiện  | Nhạc Thác   | Hào Cách         | Tế Nhĩ Cáp Lãng |
| 1643                                                                            | Thuận Trị       | Thuận Trị       | Đa Nhĩ Cổn     | A Tế Cách *  | Đại Thiện  | Nhạc Thác   | Hào Cách         | Tế Nhĩ Cáp Lãng |
| (*): Tiểu kỳ chủ, hay Lĩnh chủ, người nắm số lượng Tá lĩnh ít hơn so với Kỳ chủ |                 |                 |                |              |            |             |                  |                 |

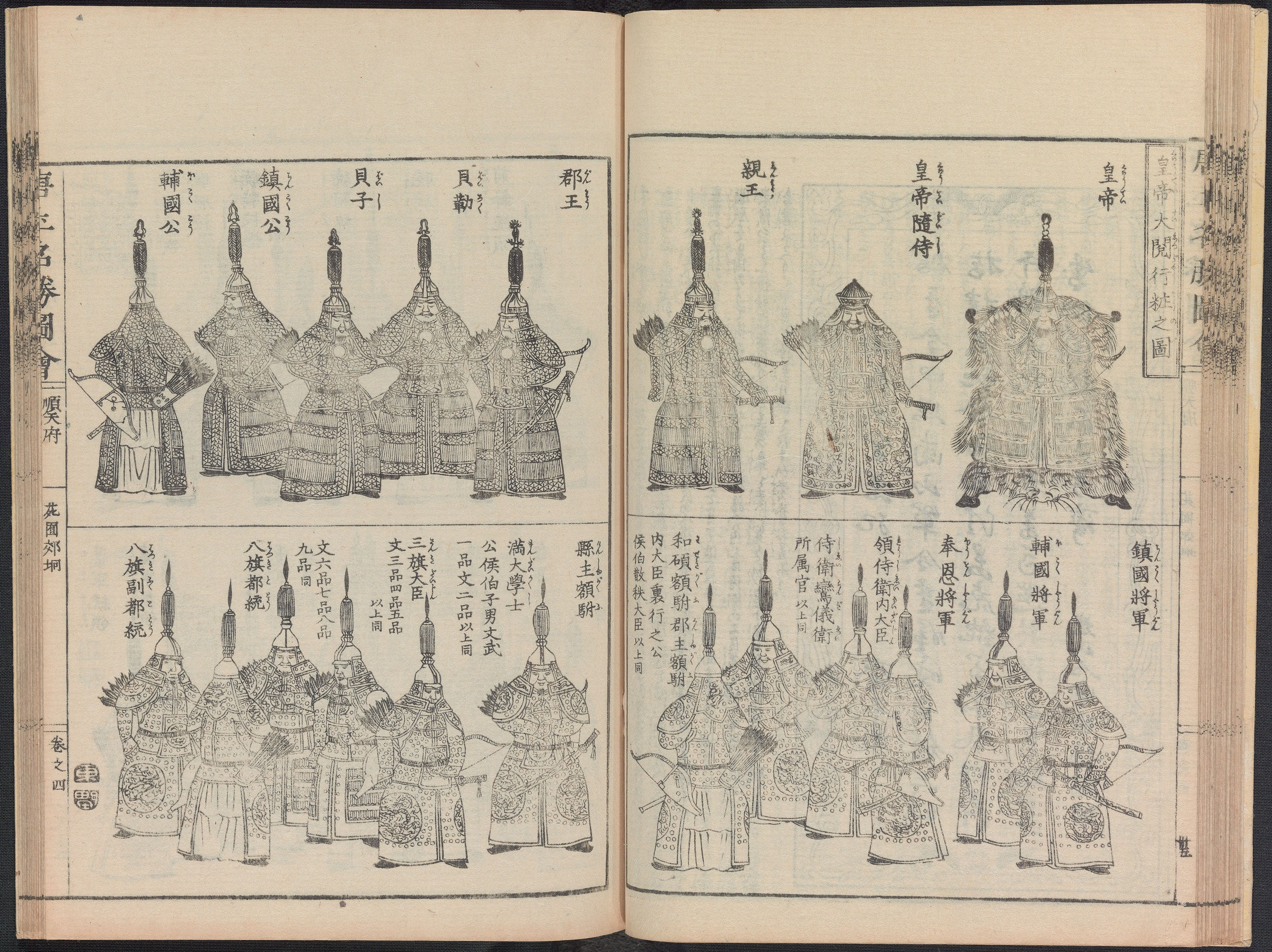
Vương công Đại thần Bát kỳ

Năm thứ 7 (1650), Đa Nhĩ Cổn qua đời, Thuận Trị Đế bắt đầu thân chính. Để tăng cường Hoàng quyền, ông đích thân nắm giữ Chính Bạch kỳ vốn thuộc về Đa Nhĩ Cổn. Cũng từ đó, Hoàng đế đích thân thống lĩnh 3 kỳ Tương Hoàng, Chính Hoàng và Chính Bạch, xưng là "Thượng Tam kỳ". Kỳ tịch của Hoàng đế thuộc Tương Hoàng kỳ, xưng là "Tương Hoàng kỳ Đệ nhất Tham lĩnh Đệ nhất Tá lĩnh thượng ngự danh". Cũng vì vậy mà Tương Hoàng kỳ trở thành Kỳ đứng đầu (头旗, tiếng Mãn: ᡶᡝᡵᡝ
 ᡤᡡᠰᠠ, Möllendorff: fere gūsa) của Bát kỳ. 5 kỳ còn lại do cách vương công, bối lặc khống chế bao gồm Chính Hồng, Tương Bạch, Tương Hồng, Chính Lam, Tương Lam được gọi là "Hạ ngũ kỳ" với các kỳ chủ lần lượt là Lễ Thân vương (hậu duệ Đại Thiện), Túc Thân vương (hậu duệ Hào Cách), Khắc Cần Quận vương (hậu duệ Nhạc Thác), Dự Thân vương (hậu duệ Đa Đạc) và Trịnh Thân vương (hậu duệ Tế Nhĩ Cáp Lãng). Vì trật tự của Bát kỳ có điểm khác biệt, nên người Bát kỳ nhờ vào chiến công hoặc được hoàng thất ban ân sẽ được được đưa từ Hạ Ngũ kỳ vào Thượng Tam kỳ, xưng là "Đài kỳ" (抬旗). Còn trong trường hợp đổi hộ khẩu sang Kỳ sắc hoặc Kỳ phân khác thì gọi là "Đổi kỳ".
| Phân loại     | Danh xưng      | Cờ hiệu | Chữ Mãn              | Âm Mãn                | Chữ Mông Cổ (chữ cái Kirin) | Kỳ chủ              |
| ------------- | -------------- | ------- | -------------------- | --------------------- | --------------------------- | ------------------- |
| Thượng tam kỳ | Tương Hoàng kỳ |         | ᡴᡠᠪᡠᡥᡝ ᠰᡠᠸᠠᠶᠠᠨ ᡤᡡᠰᠠ  | Kubuhe Suwayan Gūsa   | Хөвөөт Шар Хошуу            | Hoàng đế            |
| Thượng tam kỳ | Chính Hoàng kỳ |         | ᡤᡠᠯᡠ ᡧᡠᠸᠠᠶᠠᠨ ᡤᡡᠰᠠ    | Gulu Suwayan Gūsa     | Шүлүүн Шар Хошуу            | Hoàng đế            |
| Thượng tam kỳ | Chính Bạch kỳ  |         | ᡤᡠᠯᡠ ᡧᠠᠩᡤᡳᠶᠠᠨ ᡤᡡᠰᠠ   | Gulu Sanggiyan Gūsa   | Шүлүүн Цагаан Хошуу         | Hoàng đế            |
| Hạ ngũ kỳ     | Chính Hồng kỳ  |         | ᡤᡠᠯᡠ ᡶᡠᠯᡤᡳᠶᠠᠨ ᡤᡡᠰᠠ   | Gulu Fulgiyan Gūsa    | Шүлүүн Улаан Хошуу          | Lễ Thân vương       |
| Hạ ngũ kỳ     | Tương Bạch kỳ  |         | ᡴᡠᠪᡠᡥᡝ ᡧᠠᠩᡤᡳᠶᠠᠨ ᡤᡡᠰᠠ | Kubuhe Sanggiyan Gūsa | Хөвөөт Цагаан Хошуу         | Túc Thân vương      |
| Hạ ngũ kỳ     | Tương Hồng kỳ  |         | ᡴᡠᠪᡠᡥᡝ ᡶᡠᠯᡤᡳᠶᠠᠨ ᡤᡡᠰᠠ | Fubuhe Fulgiyan Gūsa  | Хөвөөт Улаан Хошуу          | Khắc Cần Quận vương |
| Hạ ngũ kỳ     | Chính Lam kỳ   |         | ᡤᡠᠯᡠ ᠯᠠᠮᡠᠨ ᡤᡡᠰᠠ      | Gulu Lamun Gūsa       | Шүлүүн Хөх Хошуу            | Dự Thân vương       |
| Hạ ngũ kỳ     | Tương Lam kỳ   |         | ᡴᡠᠪᡠᡥᡝ ᠯᠠᠮᡠᠨ ᡤᡡᠰᠠ    | Kubuhe Lamun Gūsa     | Хөвөөт Хөх Хошуу            | Trịnh Thân vương    |

### Thời nhà Thanh

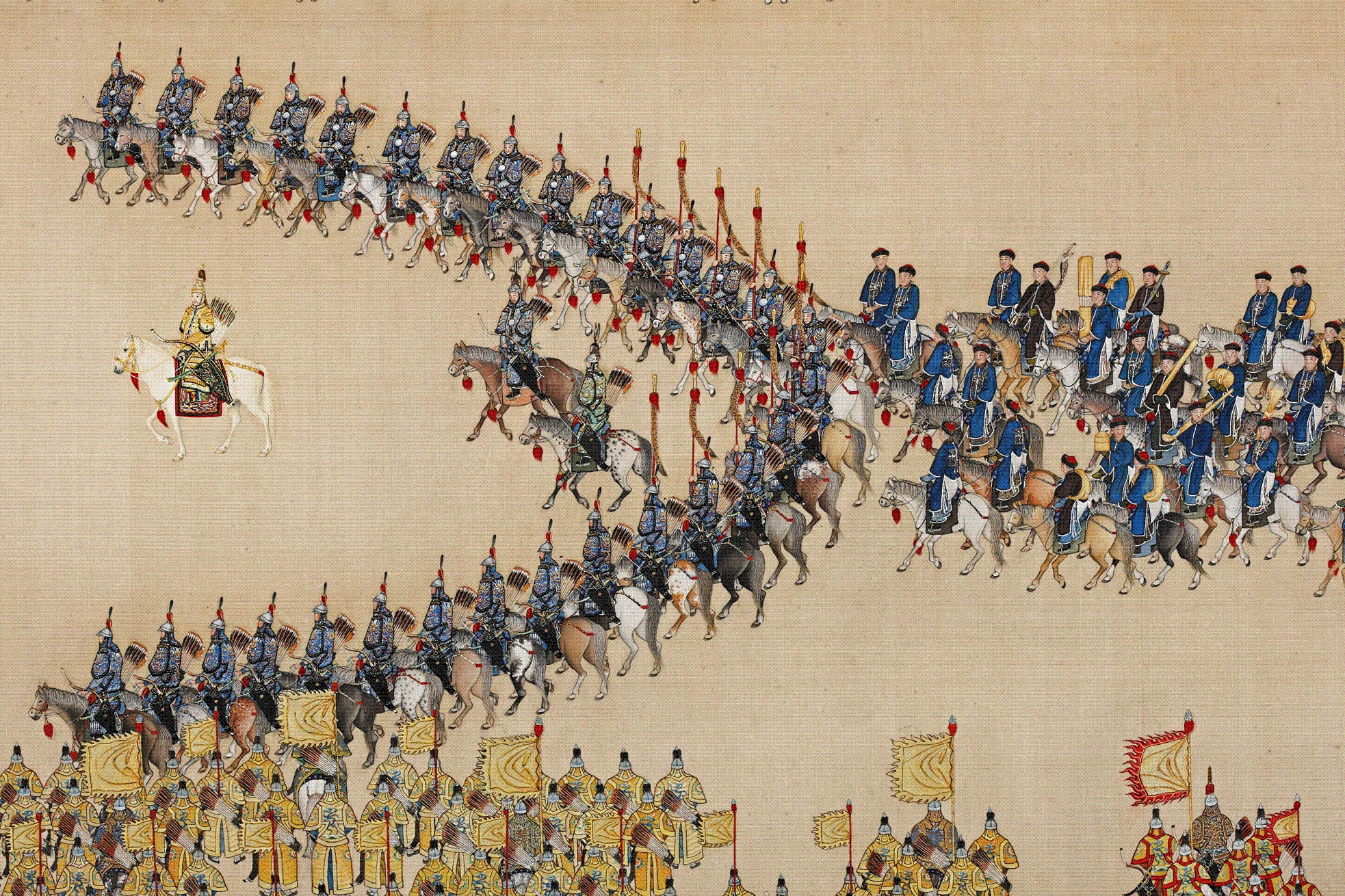
Càn Long Đế kiểm duyệt tướng sĩ Bát kỳ

Trước khi nhập quan, vì duy trì chế độ phân phong Bát kỳ cho các Lĩnh chủ (tiếng Trung: 领主; nghĩa đen 'lãnh chúa') mà các Kỳ chủ có quyền sở hữu tuyệt đối đối với tài vật và thuộc nhân trong kỳ của mình quản lý. Nhưng từ sau khi Thuận Trị Đế đích thân thống lĩnh Thượng Tam kỳ, chế độ phân chia Bát kỳ cũ triệt để bị phá vỡ. Vì để tăng cường Trung ương tập quyền, Hoàng đế bắt đầu thu hồi quyền lực to lớn của các Kỳ chủ và các Nhập bát phân Vương công Lĩnh chủ trong Kỳ của họ. Trong thời Thuận Trị, bắt đầu sử dụng chế độ mới đối với các Vương công, thay thế cho chế độ các Đại kỳ chủ chia đều quyền lực, cũng chấm dứt chế độ "Bát kỳ Nghị chính". Càng về sau, quyền khống chế của các Kỳ chủ đối với quân đội của bản Kỳ cũng dần yếu đi. Đến thời Ung Chính, để tiến xa hơn một bước trên con đường tăng cường Trung ương tập quyền, Ung Chính Đế lấy lý do "Thiên hạ không thể có hai mặt trời" hạ chỉ dụ, xác định vị trí "Bát kỳ cộng chủ" (Chủ nhân chung của toàn bộ Bát kỳ) là Hoàng đế, chính thức chấm dứt quyền sỡ hữu trực tiếp của các Kỳ chủ đối với mỗi Kỳ (bao gồm quân đội, quan viên, tài vật,...). chỉ lưu lại quyền khống chế trực tiếp đối với thuộc hạ tầng lớp Bao y. Từ đây, tất cả Kỳ phân Tá lĩnh đều hoàn toàn trực thuộc Hoàng đế. Quyền bổ nhiệm và bãi miễn quan viên trong Kỳ của mỗi Kỳ chủ bị đoạt đi toàn bộ, chưa kể trước đó trong thời Khang Hi, Đô thống Bát kỳ thi hành chế độ nhậm chức theo khóa kỳ, tránh việc các Vương công nắm thực quyền lớn.
Năm Ung Chính nguyên niên (1723), nhà Thanh chính thức thiết lập Nha môn cho Đô thống Bát kỳ, chấm dứt tình trạng các Đô thống "làm việc tại phủ", không có công sở nha môn đã kéo dài trong suốt hơn 100 năm qua. Trên phương diện chính trị, nhà Thanh áp dụng chế độ phân chia "kỳ nhân" và "dân nhân". Trên đất của người Hán, nhà Thanh vẫn áp dụng những chính sách cai trị cũ của nhà Minh, nhưng những người chịu sự quản lý của chế độ Bát kỳ thì có một hệ thống quản lý riêng, dường như giống với "Bên trong Trung Quốc có một Mãn Châu quốc". Nhà Thanh lấy chế độ Bát kỳ làm hệ thống căn bản của quốc gia, vì vậy những "Kỳ nhân" luôn có đặc quyền nhất định từ giáo dục, khoa cử, nhậm chức đến kinh tế, quân sự. Chức nghiệp chính của phần lớn con em Bát kỳ là mặc giáp tòng quân, "toàn dân đều là binh", thời bình thì tham gia sản xuất, thời chiến thì tòng chinh. Sau khi nhập quan, vì để củng cố sự thống trị, đồng thời giải quyết nỗi lo về sau của quan binh Bát kỳ, nhà Thanh thiết lập chế độ quân đội Bát kỳ thường trực và chế độ lương bổng. Từ đó quân lính Bát kỳ trở thành quân đội chuyên nghiệp, dùng cho trú phòng hoặc chinh chiến. Tuy nhiên, hạn ngạch binh lính của nhà Thanh là có giới hạn, theo số lượng người Mãn càng lúc càng tăng, không phải người Mãn nào cũng được mặc giáp, mà càng về sau tỉ lệ người Mãn được mặc giáp càng ngày càng thấp. Ban đầu, những Kỳ nhân nhàn tản đều được ban cho ruộng đất nhưng vì bị trói buộc bởi chế độ mà không tiện canh tác, chỉ có thể đem cho tá điền thuê hoặc đem đi cầm cố, dẫn đến tình cảnh của những người Bát kỳ ở tầng lớp dưới càng ngày càng khó khăn, lâm vào trạng thái bần cùng.
Đến những năm Càn Long, vấn đề kế sinh nhai của Bát kỳ bắt đầu hiện rõ. Để giảm nhẹ tình trạng này, một bộ phận kỳ nhân thuộc Hán quân đã rút khỏi hộ tịch Bát kỳ hay còn gọi là xuất kỳ, trở thành dân nhân. Về sau, liên tiếp nhiều đời hoàng đế đều đưa một số con em Bát kỳ quay về vùng Đông Bắc khai khẩn, nhưng điều này chỉ trị được phần ngọn mà không trị được phần gốc. Ngoài lựa chọn đi lính nhập ngũ, kỳ nhân muốn vươn lên còn có thể chọn con đường đọc sách ra làm quan. Trong phương diện giáo dục, Bát kỳ mở ra tông học, giác la học, các loại quan học để giáo dục con em Bát kỳ. Ngoài khoa cử, con em Bát kỳ còn có thể dựa vào những vị trí đặc thù như Bút thiếp thức, Phiên dịch Tiến sĩ, Thị vệ mà tiến vào con đường làm quan. Khi tiến hành bổ nhiệm quan viên, có sự phân biệt giữa vị trí cho người thuộc và không thuộc Bát kỳ, gọi là "kỳ khuyết" và "hán khuyết". Kỳ nhân có thể được bổ nhiệm vào hán khuyết, nhưng điều ngược lại thì không.
Vào đầu thời nhà Thanh, mức sống của hầu hết người Bát kỳ đều cao hơn so với người Hán bình thường. Tuy nhiên, cuộc sống tương đối thoải mái cũng khiến binh lính Bát Kỳ dần xao nhãng việc tập trận. Triều đình nhà Thanh đã lấy "quốc ngữ, cưỡi ngựa bắn cung" làm quốc sách, nhưng đến thời Càn Long, hiện trạng binh lính kinh kỳ và quân Bát kỳ trú phòng các nơi trên khắp đất nước buông lỏng huấn luyện, không thông thạo võ thuật nghệ thuật đã xuất hiện. Mà trong các đại thần của Bát kỳ, người biết binh pháp càng ngày càng ít. Tất cả những điều này đã tạo cơ hội cho Tương quân, Hoài quân cũng như các lực lượng vũ trang khác của người Hán trỗi dậy vào cuối triều đại nhà Thanh. Một phương diện khác, từ khi chiến tranh nha phiến xảy ra, khi các cường quốc phương tây đã sử dụng những loại vũ khí tiên tiến để tiến hành tấn công Trung Quốc, triều đình nhà Thanh vẫn ỷ vào "cưỡi ngựa bắn cung" đã bị thời gian đào thải. Triều đình nhà Thanh đã cố gắng tái cấu trúc Bát kỳ để thích ứng với thời cuộc, cũng như thành lập một loại quân đội mới, nhưng tất cả đều có rất ít tác dụng, và không thể ngăn chặn loạn trong giặc ngoài khiến Bát kỳ và nhà Thanh ngày càng suy bại. Năm 1907, chính quyền nhà Thanh bãi bỏ chính sách phân chia kỳ dân để cai trị, nhưng chỉ 4 năm sau, Cách mạng năm 1911 nổ ra và nhà Thanh diệt vong.
| Danh xưng      | Cờ hiệu          | Binh lực                                    | Tổng nhân khẩu | Kỳ chủ              | Những Lĩnh chủ khác   | Chú   |
| -------------- | ---------------- | ------------------------------------------- | -------------- | ------------------- | --------------------- | ----- |
| Tương Hoàng kỳ |                  | 86 Tá lĩnh, 2 bán Tá lĩnh Binh lực ~30.000  | 230.000        | Hoàng đế            | Không có              | [ f ] |
| Chính Hoàng kỳ |                  | 92 Tá lĩnh, 2 bán Tá lĩnh Binh lực ~32.000  | 250.000        | Hoàng đế            | Không có              |       |
| Chính Bạch kỳ  |                  | 86 Tá lĩnh Binh lực ~26.000                 | 270.000        | Hoàng đế            | Không có              | [ g ] |
| Chính Hồng kỳ  |                  | 84 Tá lĩnh Binh lực ~26,000                 | 245.000        | Lễ Thân vương       | Thuận Thừa Quận vương |       |
| Tương Bạch kỳ  |                  | 84 Tá lĩnh Binh lực ~26,000                 | 230.000        | Dự Thân vương       | Thuần Thân vương      |       |
| Tương Hồng kỳ  |                  | 86 Tá lĩnh Binh lực ~28,000                 | 230.000        | Khắc Cần Quận vương | Trang Thân vương      |       |
| Chính Lam kỳ   |                  | 83 Tá lĩnh, 11 bán Tá lĩnh Binh lực ~27,000 | 250.000        | Túc Thân vương      | Duệ Thân vương        |       |
| Chính Lam kỳ   | Di Thân vương    | 83 Tá lĩnh, 11 bán Tá lĩnh Binh lực ~27,000 | 250.000        | Túc Thân vương      |                       |       |
| Tương Lam kỳ   |                  | 87 Tá lĩnh, 1 bán Tá lĩnh Binh lực ~28,000  | 250.000        | Trịnh Thân vương    | Cung Thân vương       |       |
| Tương Lam kỳ   | Khánh Thân vương | 87 Tá lĩnh, 1 bán Tá lĩnh Binh lực ~28,000  | 250.000        | Trịnh Thân vương    |                       |       |

### Thời Dân Quốc
Sau khi Tuyên Thống thoái vị, Bát kỳ vẫn có thể giữ lại một số chức năng của mình nhờ vào "Điều kiện ưu đãi cho hoàng thất nhà Thanh". Nha môn Bát kỳ trực thuộc Quân đội Chính phủ Bắc Kinh của Trung Hoa Dân Quốc, chịu trách nhiệm xử lý các công việc liên quan đến người Bát kỳ như cấp phát quân tiền. Năm 1924, sau cuộc đảo chính ở Bắc Kinh, việc trả quân tiền cho kỳ nhân bị đình chỉ, Nha môn Bát kỳ chỉ còn là hình thức. Năm 1928, sau khi Quân đội Cách mạng Quốc dân tiến hành Bắc phạt thành công, Chính phủ Quốc dân chính thức bãi bỏ Nha môn Bát kỳ. Ngoài kinh kỳ, quân trú phòng Bát kỳ ở phía đông bắc và tây bắc, chẳng hạn như Bố Đặt Cáp Bát kỳ, Sách Luân Bát kỳ ở Hô Luân Bối Nhĩ, Tích Bá doanh ở Tân Cương, vì nguyên nhân lịch sử mà vẫn được chính quyền Quốc dân giữ lại và xây dựng trở thành lực lượng bảo an địa phương. Năm 1932, Nha môn của Phó đô thống Hô Luân Bối Nhĩ và Bố Đặt Cáp Bát kỳ bị chính quyền Mãn Châu Quốc bãi bỏ và cải tổ lại. Năm 1938, Tích Bá doanh với tư cách là tổ chức Bát kỳ cuối cùng cũng đã bị Chính quyền tỉnh Tân Cương xóa bỏ.
Giai đoạn nửa cuối triều Thanh, những kỳ nhân Mông Cổ và Hán vì sự ảnh hưởng của Kỳ mà dẫn đến phong tục tập quán, ngôn ngữ và hành vi khác biệt tương đối lớn với người Mông Cổ, Hán truyền thống, lại trở nên giống với người Mãn Châu. Vì vậy đến thời Dân Quốc, những người này không chỉ bị người khác nhận định mà họ còn tự nhận mình là người Mãn về mặc văn hóa. Khi chính phủ Cộng hòa Nhân dân Trung Hoa tiến hành xác định dân tộc, việc tổ tiên gia tộc có được phân vào Bát kỳ hay không trở thành một trong những căn cứ tham khảo để phán định người Mãn Châu đương thời. Vì vậy, người Mãn hiện nay là một khối cộng đồng dân tộc được hình thành chủ yếu từ sự hợp nhất nhiều tộc người thuộc Bát kỳ. Với tư cách là tên gọi khác của dân tộc Mãn, "kỳ nhân" được lưu truyền cho đến ngày nay.

## Cơ cấu tổ chức
Theo quy định của Nỗ Nhĩ Cáp Xích, mọi người dân trong các bộ lạc Nữ Chân đều quy thuộc biên chế tổ chức nhân sự vào một trong 8 nhóm bộ lạc, được gọi là các "Kỳ" mà mỗi kỳ này là tập hợp tổ chức các bộ lạc, vừa là các đơn vị dân sự vừa mang tính chất quân sự. Về căn bản, ông vẫn giữ nguyên hình thức bộ lạc, vẫn duy trì chế độ tù trưởng (mà người Nữ Chân gọi là Beile: âm Hán Việt: Bối lặc), nhưng căn cứ theo số lượng người Nữ Chân có trong các bộ (bộ lạc), phân chia trên cơ sở như sau:
|                | Ngưu lục (Niru)                                                                   | Giáp Lạt (Jalan)                                                                        | Kỳ / Cố sơn (Gūsa) |
| -------------- | --------------------------------------------------------------------------------- | --------------------------------------------------------------------------------------- | --- |
| Cơ sở          | 300 nam giới                                                                      | 5 Ngưu lục                                                                              | 5 Giáp lạt |
| Người đứng đầu | Ngưu lục Ngạch chân (tiếng Mãn: ᠨᡳᡵᡠ ᡝᠵᡝᠨ, Möllendorff: niru ejen)                | Giáp lạt Ngạch chân (tiếng Mãn: ᠵᠠᠯᠠᠨ ᡝᠵᡝᠨ, Möllendorff: jalan ejen)                    | Cố sơn Ngạch chân (tiếng Mãn: ᡤᡡᠰᠠ ᡳ ᡝᠵᡝᠨ, Möllendorff: gūsa i ejen)                                                                                        |
| Đổi tên        | Ngưu lục Chương kinh (tiếng Mãn: ᠨ᠋ᡳᡵᡠ ᠵᠠᠩᡤᡳᠨ, Möllendorff: niru janggin) năm 1634 | Giáp Lạt Chương Kinh (tiếng Mãn: ᠵᠠᠯᠠᠨ ᡳ ᠵᠠᠩᡤᡳᠨ, Möllendorff: jalan i janggin) năm 1634 | Cố sơn Ngang bang (tiếng Mãn: ᡤᡡᠰᠠ ᠪᡝ ᡴᠠᡩᠠᠯᠠᡵᠠ ᠠᠮᠪᠠᠨ, Möllendorff: gūsa be kadalara amban, hay tiếng Mãn: ᡤᡡᠰᠠ ‍ ᡳ ᠠᠮᠪᠠᠨ, Möllendorff: gūsa i amban) năm 1723 |
| Định danh      | Tá lĩnh                                                                           | Tham lĩnh                                                                               | Đô thống |

Ở các kỳ quan trọng còn có thêm đơn vị Mai lặc (Meiren), gồm 10 Ngưu lục hợp thành, đứng đầu là một Mai lặc Ngạch chân (Meiren–i Ejen), danh xưng Hán Việt: Phó Đô thống.
Vì vậy tổ chức cơ bản trong Kỳ sẽ là Ngưu lục < Giáp Lạt (< Mai lặc) < Kỳ, ứng với chức vụ quản lý là Tá lĩnh < Tham lĩnh < Phó Đô thống < Đô thống. Trên các Đô thống là các Kỳ chủ, Lĩnh chủ, do bản thân Nỗ Nhĩ Cáp Xích và con cháu tức các Bối lặc đảm nhiệm, là các Nhập bát phân Vương công. Các Bối lặc này được xem là có địa vị cao hơn các Bối lặc khác, nên còn được gọi là các Hòa Thạc Bối lặc (Holson Belei).

## Dân cư

### Dân tộc
Trên cơ bản, Bát kỳ chia làm 3 tộc phân chính là Mãn Châu Bát kỳ, Mông Cổ Bát kỳ và Hán quân Bát kỳ, nhưng cụ thể mà nói thì rất phức tạp. Tộc duệ của Bát kỳ lấy Mãn Châu làm trung tâm, bộ phận chinh là Mông Cổ và Hán quân, ngoài ra còn có Cao Ly, Sách Luân, Tích Bá, Hồi và Nga La Tư, thậm chí có cả người Việt (phế đế Lê Chiêu Thống). Những người vốn là người Hán (hay còn gọi là Ni Kham trong tiếng Mãn), một phần được phân vào Hán quân Bát kỳ, một phần khác lại được phân vào Nội vụ phủ Kỳ cổ Tá lĩnh, một bộ phận nhỏ khác lại được phân vào Mãn Châu Bát kỳ. Những người vốn là người Mông Cổ, chủ yếu được phân vào Mông Cổ Bát kỳ, một bộ phận nhỏ được phân vào Mãn Châu Bát kỳ. một bộ phận cực nhỏ khác từng làm quan thời Minh thì được phân vào Hán quân Bát kỳ. Những người vốn là người Cao Ly, một phần nhỏ được phân vào Kỳ phân Tá lĩnh của Mãn Châu Bát kỳ, còn phần lớn đều phân vào tầng lớp Bao y dưới Nội vụ phủ Cao Ly Tá lĩnh. Còn những tộc người như Tích Bá, Sách Luân, chủ yếu là vào những năm Thiên Thông, Sùng Đức, theo quân Hậu Kim chinh chiến, sau lại theo quân Thanh nhập quan mà được phân vào Mãn Châu Bao y của Bát kỳ. Những người Hồi phần lớn đều là người thuộc Hòa Trác thị đến Kinh sư vào những năm Càn Long. Những người Nga như A Nhĩ Ba Tân quy phụ Đại Thanh vào những năm Thuận Trị, Khang Hi, được phân vào "Tương Hoàng kỳ Mãn Châu đệ tứ Tham lĩnh đệ thập thất Tá lĩnh", tục xưng "Nga La Tư Tá lĩnh".

### Tầng lớp
Trong Bát kỳ, có thể chia làm 3 tầng lớp cơ bản: Ngoại Bát kỳ, Nội Bát kỳ (tức Bao y) và Kỳ hạ Gia nô. Ngoại Bát kỳ chính là tức Kỳ phân Tá lĩnh trong Bát kỳ, nguyên là những người tự do thời Thanh trước khi nhập quan, cũng là một giai tầng phổ biến nhất của người Bát kỳ. Từ hậu duệ Quý tộc, hào môn thế gia, đến các con em Bát kỳ bình thường, ở giữa mặc dù có nhiều cấp bậc tước vị khác nhau, nhưng đều thuộc vào tầng lớp này. Tầng lớp này được chia ra 3 phân hệ Bát kỳ chính là Mãn Châu, Mông Cổ và Hán quân. Nội Bát kỳ chính là Bao y, là tầng lớp phục vụ cho Hoàng thất Ái Tân Giác La, tức là Hoàng đế và các Kỳ chủ, Lĩnh chủ, Tông thất Vương công khác. Tuy nhiên, ngoài việc túc trực phục vụ Hoàng thất, thì Bao y là giai cấp có địa vị trong xã hội Mãn Châu, ngang bằng với tầng lớp Ngoại Bát kỳ, đều có hộ tịch chính thức và căn cứ theo "Luật lệ Đại Thanh", họ đều được xem là "lương dân" trong xã hội. Thượng Tam kỳ Bao y trực thuộc Nội vụ phủ, vì vậy thường gọi là Nội vụ phủ Bao y. Người thuộc tầng lớp Bao y cũng là người Bát kỳ chân chính, bọn họ cũng có thể có nô gia của riêng mình như những người Kỳ phân Tá lĩnh, chính là tầng lớp Kỳ hạ Gia nô (旗下家奴).
Những người vốn thuộc tầng lớp Bao y cũng có thể được phân vào Kỳ phân Tá lĩnh nhờ công lao hoặc là người nhà của Hậu phi đắc sủng, thường là quy vào Mãn Châu hoặc Hán quân bổn kỳ (tức Bao y thì nâng lên Mãn Châu Tương Hoàng kỳ hoặc Hán quân Tương Hoàng kỳ), trường hợp này được gọi là "Xuất kỳ", cũng là một loại của "Đài kỳ". Tầng lớp này chia làm Bao y Tá lĩnh, Bao y Kỳ cổ Tá lĩnh và Bao y Quản lĩnh, trong đó Bao y Tá lĩnh còn có thể được gọi là Bao y Mãn Châu Tá lĩnh để phân biệt. Kỳ hạ Gia nô chính là gia bộc của Bát kỳ Đại thần và những Kỳ nhân phổ thông khác, bọn họ không có hộ tịch độc lập mà thuộc về dưới danh nghĩa của chủ nhân, vì vậy mà bị xưng là "Hộ hạ nhân" hoặc "Bát kỳ hộ hạ Gia nhân". Theo "Luật lệ Đại Thanh", tầng lớp Kỳ hạ Gia nô thuộc về tầng lớp "tiện dân" trong xã hội, hoàn toàn không được tham gia khoa cử, hoặc xuất sĩ làm quan. Thời Thanh sơ, cho dù là binh lính Bát kỳ thông thường cũng có đông đảo Gia nô, phần đông trong số đó đều theo chủ nhân chinh chiến. Sau khi lập được chiến công, có khả năng sẽ được lập hộ tịch, trở thành "Khai hộ nhân", mặc dù tốt hơn so với Kỳ hạ Gia nô, nhưng chung quy vẫn thấp hơn so với người Bát kỳ, trong việc tuyển chọn binh lính, cũng chỉ có thể đảm nhậm những vị trí cực thấp. Thời Thanh trung – hậu kỳ, kế sinh nhai của người Bát kỳ càng lúc càng hiện ra vấn đề, phần đông Kỳ hạ Gia nô bị thả ra, hoặc bán cho những người Hán có tiền, rất nhiều Kỳ nhân không còn tiếp tục sở hữu Gia nô. Mà phần lớn "Khai hộ nhân" cũng được Càn Long cho "Xuất kỳ", tuy nhiên một bộ phận nhỏ "Khai hộ nhân" tồn tại đã lâu, không thể tra nguồn gốc nên không thể đưa vào hàng ngũ Bát kỳ.

### Nhân khẩu
Thời Nỗ Nhĩ Cáp Xích, Hoàng Thái Cực, tổ chức Bát kỳ phát triển tương đối nhanh. Trước khi nhập quan, Mãn Châu Bát kỳ có 309 Tá lĩnh, 18 Bán phân Tá lĩnh; Mông Cổ Bát kỳ có 117 Tá lĩnh, 5 Bán phân Tá lĩnh; Hán quân Bát kỳ có 157 Tá lĩnh, 5 Bán phân Tá lĩnh; Mãn – Mông – Hán Bát kỳ tổng cộng 583 Tá lĩnh, 28 Bán phân Tá lĩnh.
Thời kỳ đầu sau nhập quan, do nhu cầu chiến tranh thống nhất Trung Quốc và bình định các cuộc nổi dậy phản Thanh, Mãn Châu Bát kỳ phát triển nhanh chóng.
- Mãn Châu Bát kỳ thời Thuận Trị tăng thêm 8 Tá lĩnh, đạt 699 Tá lĩnh thời Khang Hi và 681 Tá lĩnh thời Gia Khánh.
- Mông Cổ Bát kỳ tăng thêm 11 Tá lĩnh thời Thuận Trị, 76 Tá lĩnh thời Khang Hi và chính thức định chế tổng cộng 204 Tá lĩnh vào năm Ung Chính thứ 2 (1724). Lúc mới lập ra Bát kỳ, có một số lượng người Mông Cổ được phân vào Mãn Châu Bát kỳ, tính đến thời Thanh mạt thì có 35 Tá lính và 2 Bán phân Tá lĩnh vốn là người Mông Cổ nhưng lại xếp vào Mãn Châu Bát kỳ.
- Hán quân Bát kỳ có tất cả 206 Tá lĩnh và 3 Bán phân tá lĩnh vào năm Thuận Trị thứ 15 (1658). Đến năm Khang Hi thứ 51 (1712) tăng đến 258 Tá lĩnh, 1 Bán phân Tá lĩnh. Đến năm Ung Chính thứ 12 (1734), chính thức định chế 270 Tá lĩnh. Về sau, vì kế sinh nhai của Bát kỳ càng lúc càng khó khăn, một bộ phận người thuộc Hán quân đã xuất kỳ, trở thành dân nhân. Đến năm Càn Long thứ 15 (1790), Hán quân Tá lĩnh giảm còn 266, từ đó về sau không thay đổi nữa.

## Quân đội

### Cấm lữ Bát kỳ

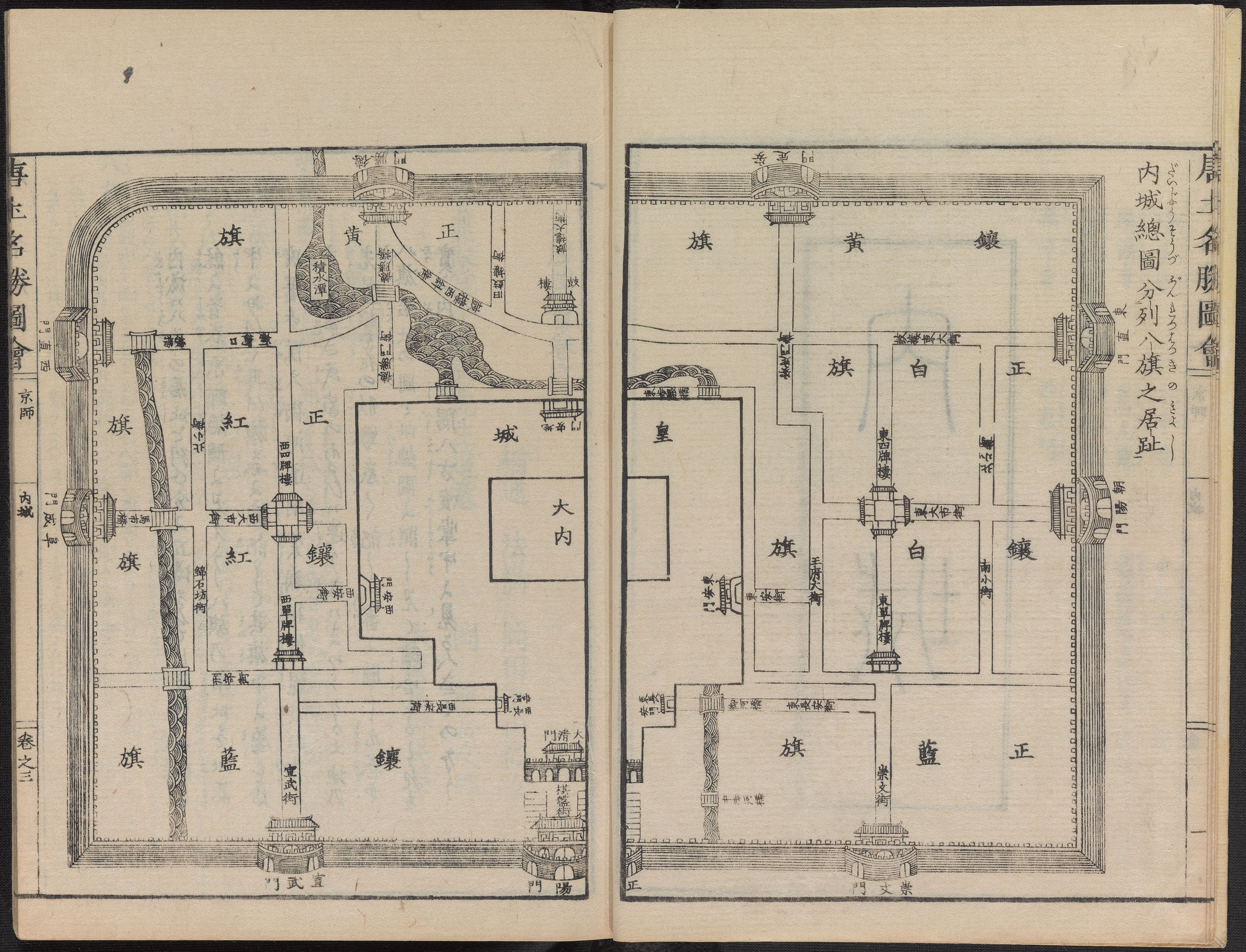
Phân bố quân trú phòng Kinh thành

Nhà Thanh đóng đô ở Bắc Kinh, đây cũng là đại bản doanh của Bát kỳ. Quân đội Bát kỳ đóng giữ ở Kinh sư được gọi là "Cấm lữ Bát kỳ", "Kinh lữ Bát kỳ" hoặc "Kinh kỳ". Nhà Thanh thực hiện chế độ chia dân cư theo từng thành để sinh sống, án theo quy hoạch đại bản doanh đem Bát kỳ chia làm 2 là Tả dực (cánh trái, gồm Tương Hoàng kỳ, Chính Bạch kỳ, Tương Bạch kỳ, Chính Lam kỳ) và Hữu dực (cánh phải, Chính Hoàng kỳ, Chính Hồng kỳ, Tương Hồng kỳ, Tương Lam kỳ) để đóng quân trong nội thành Bắc Kinh, Hoàng thành và các địa phương bên ngoài.
Quân cánh trái đóng ở thành Đông Bắc, lần lượt phân biệt đóng quân trong:
- An Định môn: Tương Hoàng kỳ
- Đông Trực môn: Chính Bạch kỳ
- Triêu Dương môn: Tương Bạch kỳ
- Sùng Văn môn: Chính Lam kỳ

Quân cánh phải đóng ở thành Tây Bắc, lần lượt phân biệt đóng quân trong:
- Đức Thắng môn: Chính Hoàng kỳ
- Tây Trực môn: Chính Hồng kỳ
- Phụ Thành môn: Tương Hồng kỳ
- Tuyên Vũ môn: Tương Lam kỳ

Kể từ đó, dù tính chất "Đại bản doanh Bát kỳ" của thành Bắc Kinh dần không còn như trước, nhưng vị trí trú phòng của Bát kỳ trong thành Bắc Kinh không hề xảy ra biến hóa. Về mặt hành chính, quan binh trong Bát kỳ đều do Đô thống Nha môn của Kỳ đó quản lý, có chiến sự thì xuất binh, không có chiến sự thì lập tức rút về kinh thành, là lực lượng cơ bản của quân đội nhà Thanh. Binh sĩ của Cấm lữ Bát kỳ vào thời Thuận Trị là 8 vạn, thời Khang Hi là 10 vạn, đến thời Thanh Mạt, có chức quan là 6680 người, binh lính là hơn 12 vạn.
Thể chế của "Cấm lữ Bát kỳ" là dựa theo binh chủng khác nhau mà thành lập các doanh khác nhau, lần lượt là Thân quân, Kiêu kỵ (Mã giáp), Tiền phong, Hộ quân, Bộ quân (Bộ giáp). Trong đó, Kiêu kị doanh, Hộ quân doanh, và Bộ quân doanh đều án theo từng Kỳ mà thiết lập; Tiền phong doanh án theo Tả – Hữu dực để thiết lập; Hộ quân doanh và Tiền phong doanh là Cảnh vệ cung cấm, lúc Hoàng đế ra ngoài thì làm tùy tùng đi theo, là thành phần tinh nhuệ trong quân đội Bát kỳ. Sau đó lại từ các Doanh trên tuyển chọn ra Thần cơ doanh, từ trong Tiền phong doanh tuyển chọn ra Kiện duệ doanh, từ Hán quân của Kiêu kị doanh tuyển ra Thương doanh, Pháo doanh các loại, từ quân Mãn – Mông có luyện tập hỏa khí tuyển chọn ra Hỏa khí doanh, chính là lính đặc chủng. Từ thời Khang Hi, quân Bát kỳ từng bước di cư ra khỏi thành Bắc Kinh, nguyên nhân là vì sự xuất hiện của Viên Minh viên, liền phải điều quan viên Bát kỳ trong Kinh thành đến nơi này để bảo vệ. Sau khi Viên Minh viên hoàn thành, các đời Hoàng đế thường xuyên ở lại đây vài tháng, vì vậy trên thực tế, Viên Minh viên là một tòa Hoàng cung thứ hai. Vì để bảo vệ sự an toàn của Viên Minh Viên, vào năm Ung Chính thứ 2 (1724), triều đình đã lên kế hoạch thiết lập Hộ quân doanh ở đây:
- Tương Hoàng kỳ: phía tây Thụ thôn, phía sau Viên Minh Viên
- Chính Bạch kỳ: phía đông Thụ thôn
- Tương Bạch kỳ: phía đông bắc Trường Xuân viên
- Chính Hoàng kỳ: phía bắc Tiêu Gia Hà thôn
- Chính Hồng kỳ: phía tây bắc Bắc An Hà kiều
- Tương Hồng kỳ: phía đông bắc Ngọc Tuyền sơn
- Chính Lam kỳ: phía đông Hải Điện
- Tương Lam kỳ: phía nam Di Hòa viên

### Trú phòng Bát kỳ

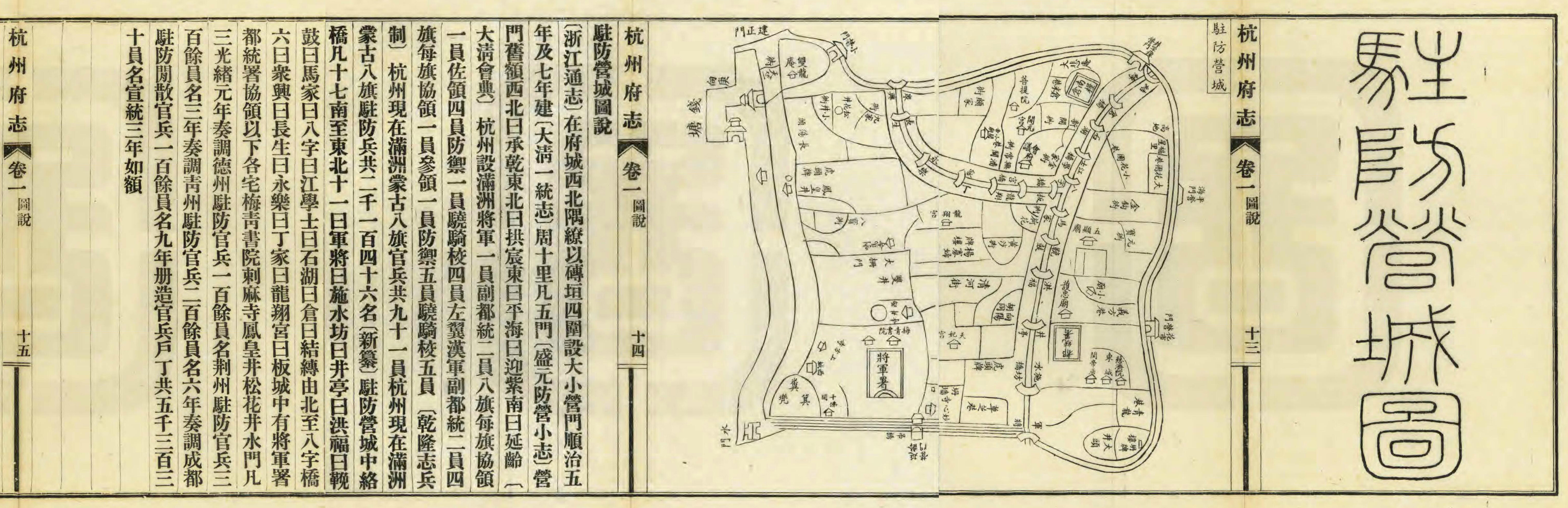
Nằm ở phía Tây thành Hàng Châu, là thành của Doanh trú phòng ở giữa Tiễn Đường môn và Dũng Kim môn, bắt đầu xây dựng vào năm Thuận Trị thứ 5 (1648)

Để có thể khống chế tốt lãnh thổ rộng lớn, nhà Thanh phân một bộ phận lớn quân Bát kỳ đến các địa phương đóng giữ, xưng là "Trú phòng Bát kỳ". Ban đầu, để đề phòng nhà Nam Minh và các thế lực phản Thanh phục Minh, nhà Thanh chủ yếu tập trung bố trí lực lượng phòng thủ ở phía Nam, đặc biệt là Đông Nam. Về sau, đến nửa sau những năm Khang Hi, thế lực Chuẩn Cát Nhĩ quật khởi, vì vậy Khang Hi Đế bắt đầu tăng cường lực lượng phòng thủ ở phía Bắc. Chế độ Trú phòng Bát kỳ bắt đầu từ triều Thuận Trị, mở rộng và phát triển trong hai triều Khang – Ung, đến thời Càn Long thì hình thành định chế.
Giữa những năm Thuận Trị, quân Bát kỳ Trú phòng ở các địa phương chỉ vẻn vẹn hơn 15 ngàn quân, đến thời Khang – Ung thì dần tăng lên hơn 9 vạn quân, đến Thanh trung kỳ thì đạt hơn 10 vạn, cũng từ đó mà binh ngạch của Bát kỳ Trú phòng về cơ bản ngang hàng với Kinh kỳ, kéo dài đến tận thời Thanh mạt. Đến thời Khang – Càn, nơi trú phòng của quân Bát kỳ ở Mãn Châu tăng từ 15 lên 44 nơi, tại các tỉnh khác thì tăng từ 9 lên 20 nơi. Trong những năm Càn Long, còn thiết lập thêm 8 nơi đóng quân ở Tân Cương. Trong đó, binh lực tại Đông Bắc chiếm gần một nửa binh lực trú phòng, số nơi trú phòng cũng chiếm hơn phân nửa. Ngược lại, các địa phương khác chỉ có từ 1 đến 3 nơi đóng quân ở mỗi Tỉnh, trong đó phía bắc Trường Giang tương đối nhiều, còn lại Hồ Nam, Giang Tây, Quảng Tây, Quý Châu đều không bố trí trú phòng. Việc đóng giữ trong nội địa chủ yếu do hơn 60 vạn Lục kỳ binh đảm nhiệm, Bát kỳ Trú phòng chủ yếu đảm nhiệm vai trò giám sát. Quân Bát kỳ đóng giữ hơn 70 nơi trên toàn lãnh thổ Trung Quốc, đều là những thành trấn quan trọng hoặc những nơi thủy bộ trọng yếu. Căn cứ theo nhu yếu mà thiết lập Trú phòng Tướng quân, Đô thống, Phó Đô thống hoặc chỉ thiết lập Thành thủ Úy, Phòng thủ Úy làm thống lĩnh. Trú phòng Bát kỳ là lực lượng quan trọng của nhà Thanh để khống chế toàn lãnh thổ. Ngoại trừ khu vực Đông Bắc, ở tất cả các địa phương trú phòng nhà Thanh cũng áp dụng chế độ phân chia "Kỳ nhân" và "Dân nhân", vừa để dễ quản lý, vừa để giảm khả năng bị người Hán ở địa phương đồng hóa.
Ung Chính Đế từng nói, nơi Trú phòng chỉ là nơi đi công tác, Kinh sư mới là quê cha đất tổ. Binh sĩ Trú phòng ban đầu đều là từ các Tá lĩnh Kinh kỳ phái ra, sau đó lại từ những Tá lĩnh khác nhau này, tại nơi Trú phòng hình thành nên những Tá lĩnh mới, tuy nhiên hộ tịch của họ vẫn nằm trong Tá lĩnh ban đầu. Tuy nhiên, dần dần do tính cố định hóa của chế độ, hộ tịch của người Bát kỳ trú phòng mặc dù vẫn thuộc nha môn Tá lĩnh cũ, nhưng quan hệ lại càng lúc càng nhạt đi, lại dần hình thành nên một quần thể mới ở đất trú phòng. Việc thực thi chế độ Bát kỳ trú phòng đã kiến cho dân cư Bát kỳ phân tán thành các tụ điểm dân cư nhỏ, rải khắp cả nước, nam đến Quảng Châu, bắc đến Ái Hồn, tây đến Y Lê, cuối cùng tập trung đông nhất vẫn là xung quanh kinh thành.

#### Trú phòng theo địa phương
Năm Thuận Trị thứ 2 (1645), triều đình nhà Thanh cho thiết lập 3 đơn vị trú phòng địa phương bao gồm Giang Ninh, Hàng Châu và Tây An. Quân trú phòng tại Giang Ninh bao gồm binh lính từ 4 kỳ cánh trái thuộc Mãn, Mông Bát kỳ, đứng đầu là 1 Ngang bang Chương kinh và 2 Phó đô thống. Một thời gian sau, vị trí đứng đầu lực lượng trú phòng được đổi thành Tổng quản và cuối cùng là Giang Ninh trú phòng Tướng quân vào năm 1663 dưới triều Khang Hi. Khi mới thành lập, quân lực tại khu vực này là 4000 quân, nhưng đến năm 1763 dưới triều Càn Long thì giảm chỉ còn 2863 vì binh lính Mông Cổ đã được điều đến Trấn Giang, chỉ còn lại binh lính Mãn Châu tiếp tục đóng ở khu vực này. Quân trú phòng tại Hàng Châu mặc dù được thành lập cùng thời gian nhưng vì điều kiện trú phòng khác biệt mà quân số nhiều lần tăng giảm, đến năm 1658 mới định ra hạn ngạch 4000 quân lính từ cánh phải. Năm 1674 dưới triều Khang Hi, vì Loạn Tam phiên mà quân số tăng lên đột ngột, đến khi biến loạn kết thúc thì lại khôi phục như ban đầu.
| Phân loại            | Địa phương     | Năm      | Tướng lĩnh                                       | Binh lực |
| -------------------- | -------------- | -------- | ------------------------------------------------ | --- |
| Trực tỉnh            | Giang Ninh     | 1645     | 1 Tướng quân                                     | 4000 quân, đều là Mãn – Mông Bát kỳ, không có Hán quân |
| Trực tỉnh            | Hàng Châu      | 1645     | 1 Tướng quân                                     | 4000 quân, chủ yếu là Mãn – Mông, một ít Hán quân |
| Trực tỉnh            | Phúc Châu      | 1680     | 1 Tướng quân                                     | 1000 quân, đều là Hán quân Bát kỳ, về sau có tăng thêm |
| Trực tỉnh            | Quảng Châu     | 1681     | 1 Tướng quân                                     | 3000 quân đều thuộc Hán quân Bát kỳ: - 1125 quân thuộc Thượng Tam kỳ - 1875 quân thuộc Hạ Ngũ kỳ |
| Trực tỉnh            | Kinh Châu      | 1683     | 1 Tướng quân                                     | 4000 quân, đều là Mãn – Mông Bát kỳ, không có Hán quân |
| Trực tỉnh            | Thành Đô       | 1738     | 1 Tướng quân                                     | 1600 quân, về sau có tăng thêm quân |
| Trực tỉnh            | Khai Phong     | 1718     | 1 Thành thủ Úy                                   | 800 quân, đều là Mãn – Mông Bát kỳ |
| Trực tỉnh            | Thanh Châu     | 1729     | 1 Phó Đô thống                                   | 2000 quân, đều là Mãn Châu Bát kỳ |
| Đông Bắc             | Thịnh Kinh     | 1664     | - 1 Tướng quân - 4 Phó Đô thống - 1 Phó Đô thống | Thường giữ ở mức 5000 quân, thời Thanh mạt đạt đến 20000 quân |
| Đông Bắc             | Cát Lâm        | 1676     | 1 Tướng quân                                     | 4000 quân phòng ngự |
| Đông Bắc             | Hắc Long Giang | 1683     | 1 Tướng quân                                     | 2000 quân phòng ngự |
| Tây Bắc & biên cương | Ninh Hạ        | 1725     | 1 Tướng quân                                     | 3400 quân, về sau có giảm bớt |
| Tây Bắc & biên cương | Tây An         | 1645     | 1 Tướng quân                                     | 4000 quân Mãn – Mông Bát kỳ, 3000 quân Hán quân Bát kỳ |
| Tây Bắc & biên cương | Nhiệt Hà       | Sau 1723 | 1 Đô thống                                       | 3600 quân Mãn – Mông Bát kỳ: - Tị Thử Sơn Trang: 2000 quân - Khách Lạt Hòa Truân: 400 quân - Hoa Du Câu: 200 quân - Mộc Lan vi trường: 1000 quân                                                                                               |
| Tây Bắc & biên cương | Sát Cáp Nhĩ    | 1761     | 1 Đô thống                                       | 1000 quân Sát Cáp Nhĩ Bát kỳ |
| Tây Bắc & biên cương | Tuy Viễn       | 1761     | 1 Tướng quân                                     | 4100 quân Mông Cổ Bát kỳ |
| Tây Bắc & biên cương | Tân Cương      | 1762     | - 1 Y Lê Tướng quân - 1 Ô Lỗ Mộc Tề Đô thống     | - 6400 quân Mãn – Mông Bát kỳ - 500 quân Đạt Thập Đạt Ngõa Ách Lỗ Đặc - 1000 quân Sách Luân Hắc Long Giang - 1000 quân Mông Cổ Sát Cáp Nhĩ - 1000 quân Đông Bắc Tích Bá - 2300 quân Ách Lỗ Đặc - 600 quân Sa Tất Nạp Nhĩ - 3000 quân Lục doanh |

### Tiếng Việt
- Kha Xuân Kiều, 柯春乔; Hà Nhân Học, 何仁学 (2000). Những nhân vật quân sự nổi tiếng thế giới. Phan Quốc Bảo, Hà Kim Sinh dịch. Nhà xuất bản Thanh niên. OCLC 224238595. Bản gốc lưu trữ ngày 18 tháng 4 năm 2021. Truy cập ngày 2 tháng 11 năm 2020.
- Quang Thiệu; Quang Ninh (2006). Thuật mưu quyền. Hà Nội: Nhà xuất bản Lao động. Bản gốc lưu trữ ngày 9 tháng 10 năm 2020. Truy cập ngày 26 tháng 9 năm 2020.
- Morton, W. Scott; Lewis, Charlton M. (2008). China: Its History and Culture [Lịch sử và Văn hóa Trung Quốc]. Tri Thức Việt dịch. Thành phố Hồ Chí Minh: Nhà xuất bản Tổng hợp. ISBN 9780071412797.

### Tiếng Trung
- Chiêu Liên (1980). 啸亭杂录 [Khiếu đình tạp lục] (bằng tiếng Trung). Trung Hoa thư cục. ISBN 9787101017519.
- Chu Viễn Liêm, 周远廉 (1993). 皇父摄政王多尔衮 [Hoàng phụ Nhiếp chính vương Đa Nhĩ Cổn] (bằng tiếng Trung). Nhà xuất bản Văn sử Cát Lâm. ISBN 9787805286761.
- Chu Viễn Liêm, 周远廉 (2015). 清史论文集 [Thanh sử luận văn tập] (bằng tiếng Trung). 社会科学文献出版社. ISBN 9787509768891.
- Diêm Sùng Niên, 阎崇年 (2003). Chu Thành Như, 朱诚如 (biên tập). 淸朝通史: 第3卷太宗朝 [Thanh triều thông sử, Quyển 3: Triều Thái Tông] (bằng tiếng Trung). Bắc Kinh: Nhà xuất bản Tử Cấm Thành. ISBN 9787800473791.
- Diêm Sùng Niên, 阎崇年 (2006). 努尔哈赤传 [Nỗ Nhĩ Cáp Xích truyện] (bằng tiếng Trung). Nhà xuất bản Bắc Kinh. ISBN 9787200016598.
- Diêu Niệm Từ, 姚念慈 (2008). 清初政治史探微 [Khám phá lịch sử chính trị thời Thanh sơ] (bằng tiếng Trung). Nhà xuất bản Dân tộc Liêu Ninh. ISBN 9787807226109.
- Dương Quốc Khánh, 杨国庆; Vương Chí Cao, 王志高 (2008). 南京城墙志 [Biên niên sử tường thành Nam Kinh] (bằng tiếng Trung). Nhà xuất bản Phượng Hoàng. ISBN 9787807291619.
- Định Nghi Trang, 定宜庄 (1999). 满族的妇女生活与婚姻制度研究 [Nghiên cứu về sinh hoạt và hôn nhân của phụ nữ tộc Mãn] (bằng tiếng Trung). Nhà xuất bản Đại học Bắc Kinh. ISBN 9787807225638.
- Định Nghi Trang, 定宜庄 (2003). 清代八旗驻防研究 [Nghiên cứu về Bát kỳ Trú phòng thời Thanh] (bằng tiếng Trung). Nhà xuất bản Dân tộc Liêu Ninh. ISBN 9787806447383.
- Đường Xương Tấn, 唐昌晉 (1996). 淸代政事軍功評述 [Nhận xét về chính sự và quân công trong triều đại nhà Thanh] (bằng tiếng Trung). Lý Nhân thư cục. ISBN 9789579113816.
- Đỗ Gia Ký, 杜家骥 (1997). 清朝简史 [Thanh triều giản sử] (bằng tiếng Trung). Nhà xuất bản Nhân dân Phúc Kiến. ISBN 9787211027163.
- Đỗ Gia Ký, 杜家驥 (1998). 淸皇族與國政關係硏究 [Nghiên cứu về mối quan hệ giữa Hoàng gia và Quốc sự trong triều đại nhà Thanh] (bằng tiếng Trung). Ủy ban quản lý quỹ phát triển Trung Quốc. ISBN 9789571116631.
- Đỗ Gia Ký, 杜家驥 (ngày 16 tháng 3 năm 2005). 皇太極事典 [Hoàng Thái Cực sự điển] (bằng tiếng Trung). Nhà xuất bản Viễn Lưu. ISBN 9789573254584.
- Đỗ Gia Ký, 杜家骥 (tháng 3 năm 2008). 八旗与清朝政治论稿 [Luận bàn về Bát kỳ và Chính trị nhà Thanh] (bằng tiếng Trung). Nhà xuất bản Nhân dân. ISBN 9787010067537. Bản gốc (pdf) lưu trữ ngày 6 tháng 4 năm 2023. Truy cập ngày 26 tháng 9 năm 2020.
- Guan, George C. 明清侠隐录 卷三 [Minh Thanh hiệp ẩn lục, Quyển 3] (bằng tiếng Trung). Lulu.com. ISBN 9780557271559.
- Hoằng Trú (2002). 八旗满洲氏族通谱 [Bát kỳ Mãn Châu thị tộc Thông phổ]. Nhà xuất bản Liêu Hải. ISBN 9787806691892.
- Hội đồng biên soạn (2008). 鄂温克族自治旗概况 [Tình huống Ngạc Ôn Khắc tộc tự trị] (bằng tiếng Trung). Nhà xuất bản Dân tộc. ISBN 9787105085972.
- Hội đồng biên soạn nhà Thanh (1682). Lặc Đức Hồng [bằng tiếng Trung]; Ngạc Nhĩ Thái (biên tập). 太宗文皇帝实录 [Thái Tông Văn Hoàng đế Thực lục] (bằng tiếng Trung).
- Hội đồng biên tập Mãn tộc giản sử (2009). 满族简史 [Sơ lược lịch sử Mãn tộc] (bằng tiếng Trung). Nhà xuất bản Dân tộc. ISBN 9787105087259.
- Kê Nam, 嵇南; Ngô Khắc Nghiêu, 吴克尧 (1990). 锡伯族 [Tộc Tích Bá] (bằng tiếng Trung). Nhà xuất bản Dân tộc. ISBN 9787105007523.
- Kim Khải Tông, 金启孮 (2009). 金启孮谈北京的满族 [Kim Khải Tông đàm luận về Mãn tộc ở Bắc Kinh] (bằng tiếng Trung). Trung Hoa thư cục. ISBN 9787101068566.
- Kim Quang Bình, 金光平; Kim Khải Tông, 金启孮; Ô Lạp Hi Xuân, 乌拉熙春 (1996). 爱新觉罗氏三代满学论集 [Tam đại Mãn học luận tập của Ái Tân Giác La thị] (bằng tiếng Trung). Nhà xuất bản Viễn Phương. ISBN 9787805951485.
- Kim Thụ Thân, 金受申 (1999). 北京通 [Đi qua Bắc Kinh] (bằng tiếng Trung). Nhà xuất bản Văn nghệ quần chúng. ISBN 9787800946578.
- Kha Xuân Kiều, 柯春乔; Hà Nhân Học, 何仁学 (2000). 古今中外军事人物 [Những nhân vật quân sự nổi tiếng thế giới] (bằng tiếng Trung). Nhà xuất bản Lam Thiên. ISBN 9787800819650.
- Lộc Trí Quân, 鹿智鈞 (ngày 30 tháng 11 năm 2017). 根本與世僕: 清朝旗人的法律地位 [Cội nguồn và thế bộc: Địa vị pháp luật của người Bát kỳ ở triều Thanh] (bằng tiếng Trung). Nhà xuất bản Tú Uy. ISBN 9789863264774.
- Lưu Tiểu Manh, 刘小萌 (2008). 清代八旗子弟 [Con cháu Bát kỳ thời Thanh] (bằng tiếng Trung). Nhà xuất bản Dân tộc Liêu Ninh. ISBN 9787807225638.
- Lý Hồng Bân, 李鸿彬 (2003). 满族崛起与清帝国建立 [Sự quật khởi của Mãn tộc và sự hình thành Đế quốc Thanh] (bằng tiếng Trung). Nhà xuất bản Cổ tịch Thiên Tân. ISBN 9787805049359.
- Lý Lâm (2006). 满族宗谱研究 [Mãn tộc Tông phổ nghiên cứu] (PDF) (bằng tiếng Trung). Nhà xuất bản Dân tộc Liêu Ninh. ISBN 9787807221715. Bản gốc (pdf) lưu trữ ngày 23 tháng 4 năm 2021. Truy cập ngày 26 tháng 9 năm 2020.
- Lý Trị Đình, 李治亭 (1997). 爱新觉罗家族全书 [Ái Tân Giác La gia tộc Toàn thư]. Nhà xuất bản Nhân dân Cát Lâm. ISBN 9787206026034.
- Lý Yến Quang, 李燕光; Quan Tiệp, 关捷 (2003). Mãn tộc Thông sử 满族通史 [Mãn tộc thông sử] (bằng tiếng Trung). Nhà xuất bản Dân tộc Liêu Ninh. ISBN 9787805271965.
- Mạnh Sâm, 孟森 (2010). 清史讲义 [Giáo trình lịch sử nhà Thanh] (bằng tiếng Trung). Trung Hoa thư cục. ISBN 9787101069457.
- Mạnh Sâm, 孟森; Dương Quốc Trinh, 楊國楨 (2006). 明清史講義 [Giảng nghĩa lịch sử Minh Thanh] (bằng tiếng Trung). Công ty phát hành sách Ngũ Nam. ISBN 9789867332516.
- Ngạc Nhĩ Thái, 鄂尔泰 (1985). 八旗通志初集 [Bát kỳ Thông chí sơ tập] (bằng tiếng Trung). Nhà xuất bản Đại học Sư phạm Đông Bắc.
- Ngô Nguyên Phong, 吴元丰; Triệu Chí Cường, 赵志强 (2008). 锡伯族历史探究 [Nghiên cứu lịch sử tộc Tích Bá] (bằng tiếng Trung). Nhà xuất bản Dân tộc Liêu Ninh. ISBN 9787807225539.
- Phòng biên tập Từ điển, Sở nghiên cứu Ngôn ngữ Viện Khoa học - Xã hội Trung Quốc (2005). 现代汉语词典 [Từ điển Hán ngữ hiện đại] (bằng tiếng Trung). Thương vụ ấn thư quán. ISBN 9787100043854.
- Sở nghiên cứu lịch sử Cận đại, viện Khoa học Xã hội Trung Quốc, 中国社会科学院近代史研究所政治史研究室 (2011). 清代满汉关系研究 [Nghiên cứu quan hệ Mãn Hán thời Thanh] (bằng tiếng Trung). Nhà xuất bản Văn hiến Khoa học xã hội. ISBN 9787509725917.
- Triệu Nhĩ Tốn (1998). 清史稿 [Thanh sử cảo] (bằng tiếng Trung). Trung Hoa thư cục. ISBN 9787101007503.
- Trịnh Thiên Đỉnh, 鄭天挺 (2003). 清史 [Thanh sử] (bằng tiếng Trung). Tập đoàn xuất bản Tri thư phòng. ISBN 9789867938053.
- Trịnh Thiên Đỉnh, 郑天挺 (2009a). 探微集 [Tham vi tập] (bằng tiếng Trung). Trung Hoa thư cục. ISBN 9787101069853.
- Trọng Cao, 仲高 (2008). Hạ Linh, 贺灵; Đông Khắc Lực, 佟克力 (biên tập). 锡伯族民间信仰与社会 [Xã hội và Tín ngưỡng dân gian của tộc Tích Bá] (bằng tiếng Trung). Nhà xuất bản Dân tộc. ISBN 9787105095087.
- Trung Quốc lịch sử đương án quán (1980). 满文老档 [Mãn văn lão đương] (bằng tiếng Trung). Trung Hoa thư cục. ISBN 9787101005875. Bản gốc lưu trữ ngày 26 tháng 10 năm 2020. Truy cập ngày 26 tháng 9 năm 2020.
- Trương Giai Sinh, 张佳生 (2008). 八旗十论 [Bát kỳ thập luận] (bằng tiếng Trung). Nhà xuất bản Dân tộc Liêu Ninh. ISBN 9787807226093.
- Trương Ngọc Hưng, 张玉兴 (2004). 明清史探索 [Thăm dò sử Minh - Thanh] (bằng tiếng Trung). Nhà xuất bản Liêu Hải. ISBN 9787806699027.
- Trương Tự Văn, 张自文 (1992). 中国的王朝和帝王 [Vương triều và Hoàng Đế Trung Quốc] (bằng tiếng Trung). Nhà xuất bản đại học Sư phạm Hồ Nam. ISBN 7810311883.
- Văn phòng Sử chí Đại Liên, 大连市史志办公室 (2002). 大连市志: 民族志 ; 宗敎志 [Ghi chép về thành phố Đại Liên: Tôn giáo, Dân tộc] (bằng tiếng Trung). Nhà xuất bản Dân tộc Liêu Ninh. ISBN 9787806446478.
- Viện bảo tàng Cố cung Thẩm Dương, 沈阳故宮博物馆 (2006). 沈阳故宮博物院 [Viện bảo tàng Cố cung Thẩm Dương] (bằng tiếng Trung). Công ty xuất bản Vạn Quyển. ISBN 9787806017630.
- Viện bảo tàng Hồ sơ Bắc Kinh, 北京市档案馆 编 (2007). "Quyển 3 - 4". 北京档案史料 [Bắc Kinh đương án sử liệu] (bằng tiếng Trung). Ban biên tập sử liệu Viện bảo tàng Hồ sơ Bắc Kinh. ISBN 9787501179930.
- Vương Nhung Sanh, 王戎笙 (1991). 清代全史 [Thanh đại toàn sử] (bằng tiếng Trung). Nhà xuất bản Nhân dân Liêu Ninh. ISBN 9787205015930.
- Vương Tư Trì, 王思治 (1987). 清史论稿 [Thanh sử luận cảo] (bằng tiếng Trung). Ba Thục thư cục. ISBN 9787805230283.

### Tiếng Anh
- Crossley, Pamela Kyle (1990), Orphan Warriors: Three Manchu Generations and the End of the Qing World, Princeton University Press, ISBN 9780691008776
- Ho, Dahpon David (2011). Sealords Live in Vain: Fujian and the Making of a Maritime Frontier in Seventeenth-century China (PhD). University of California, San Diego.
- Elliott, Mark C. (2001), The Manchu Way: The Eight Banners and Ethnic Identity in Late Imperial China, Stanford University Press, ISBN 9780804746847
- —— (2006), "Concepts of Ethnicity", trong Crossley, Pamela Kyle; Siu, Helen F.; Sutton, Donald S. (biên tập), Empire at the Margins: Culture, Ethnicity, and Frontier in Early Modern China, Studies on China, quyển 28, University of California Press, ISBN 9780520230156
- Fairbank, John King; Goldman, Merle (2006), China: A New History (ấn bản thứ 2), Cambridge: MA; London, England: The Belknap Press of Harvard University Press, ISBN 0-674-01828-1
- Graff, David Andrew; Higham, Robin (2012). A Military History of China. University Press of Kentucky. ISBN 978-0-8131-3584-7.
- Naquin, Susan (1987), Chinese Society in the Eighteenth Century, Yale University Press, ISBN 978-0-300-04602-1
- Rawski, Evelyn S. (1991), "Ch'ing imperial marriage and problems of rulership", trong Watson, Rubie Sharon; Ebrey, Patricia Buckley (biên tập), Marriage and Inequality in Chinese Society, University of California Press, tr. 170–203, ISBN 978-0-520-07124-7
- Rhoads, Edward J. M. (2000), Manchus and Han: Ethnic Relations and Political Power in Late Qing and Early Republican China, 1861–1928, University of Washington Press, ISBN 0-295-98040-0
- Ross, John (1891), The Manchus, Or The Reigning Dynasty of China: Their Rise and Progress, E. Stock
- Spence, Jonathan D. (1988), Ts'ao Yin and the K'ang-hsi Emperor: Bondservant and Master, Yale Historical Publications: Miscellany, quyển 85, Yale University Press, ISBN 978-0-300-04277-1
- —— (1990), The Search for Modern China, W. W. Norton & Company, ISBN 0-393-30780-8
- Wakeman, Frederic (1977), The Fall of Imperial China, Simon & Schuster, ISBN 0-02-933680-5
- —— (1985), The Great Enterprise: The Manchu Reconstruction of Imperial Order in Seventeenth-century China, Berkeley, CA: University of California Press, ISBN 0-520-04804-0
- Walthall, Anne (2008), Servants of the Dynasty: Palace Women in World History, University of California Press, ISBN 978-0-520-25444-2
  - Wang, Shuo (2008), "Qing Imperial Women", trong Walthall, Anne (biên tập), Servants of the Dynasty: Palace Women in World History, University of California Press, tr. 137–158, ISBN 978-0-520-25444-2